# Archboldia
Archboldia là một chi chim trong họ Ptilonorhynchidae.